# Benedikt Doll
Benedikt Doll (* 24. März 1990 in Titisee-Neustadt) ist ein ehemaliger deutscher Biathlet. Er wurde 2017 in Hochfilzen Weltmeister im Sprint und gewann in der Verfolgung sowie mit der Staffel bei den Olympischen Winterspielen 2018 in Pyeongchang die Bronzemedaille.

## Sportliche Karriere

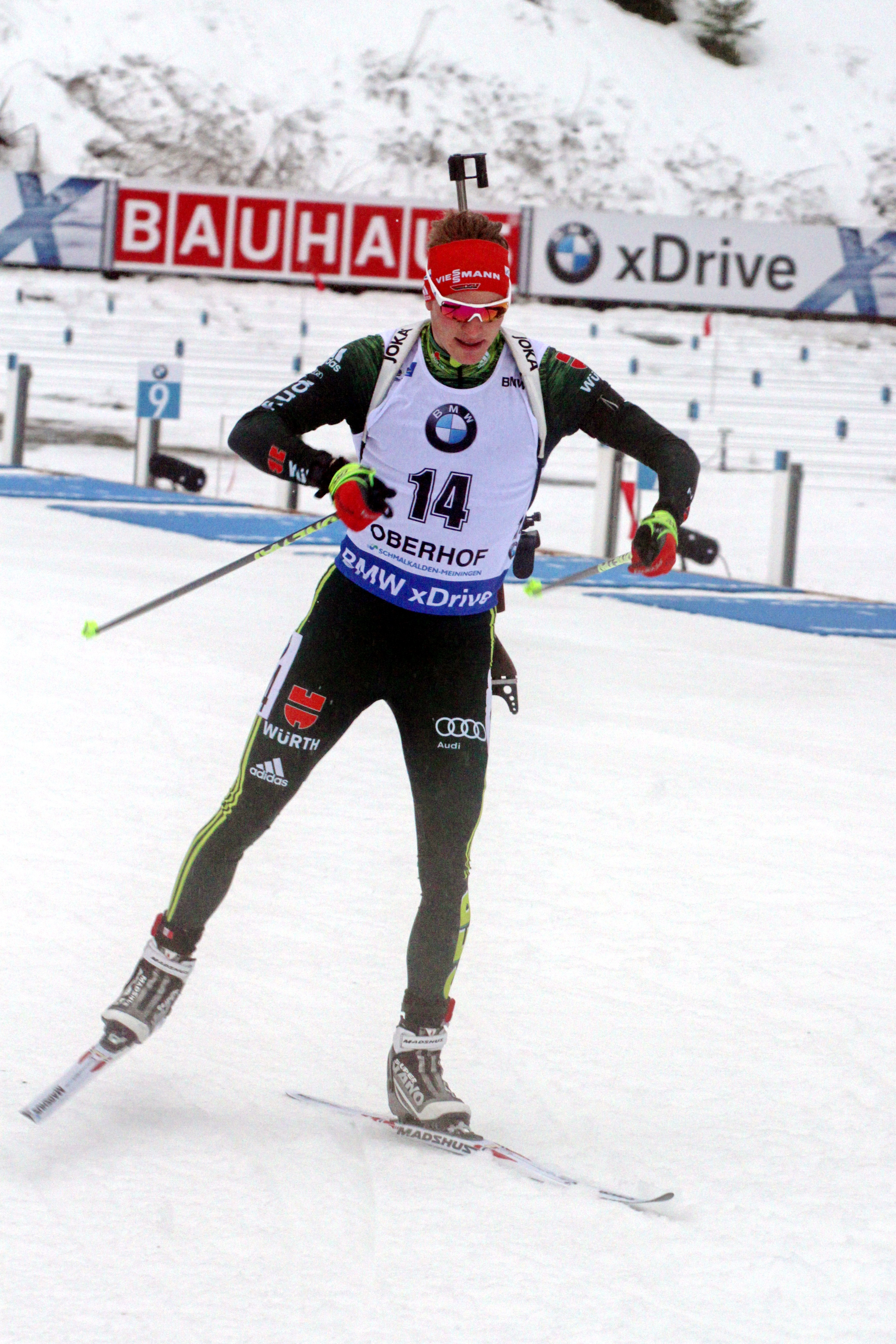
Benedikt Doll
(Sprint in Oberhof, 2018)

### Anfänge
Benedikt Doll startet für die Ski-Zunft Breitnau. In Ruhpolding nahm er an den Biathlon-Juniorenweltmeisterschaften 2008 teil und wurde 71. des Einzels, Fünfter des Sprints, Siebter der Verfolgung und gewann mit Benjamin Thym und Felix Schuster den Titel im Staffelrennen. Ein Jahr später in Canmore wurde erneut das Einzel mit Platz 16 Dolls schlechtestes Rennen. In Sprint mit Platz fünf und der Verfolgung mit Rang vier verpasste er knapp Medaillen. Den Titel gewann er erneut an der Seite von Erik Lesser, Simon Schempp und Florian Graf mit der Staffel. Die nächsten internationalen Einsätze folgten bei den Juniorenweltmeisterschaften 2010 in Torsby. Mit den Rängen vier im Einzel und fünf im Sprint verpasste er erneut knapp Medaillen, im Verfolgungsrennen wurde er Zehnter. Mit der Staffel, zu der auch Tom Barth, Johannes Kühn und Manuel Müller gehörten, gewann Doll zum dritten Mal den Titel. Bei der wenig später stattfindenden Militär-Skiweltmeisterschaft 2010 in Brusson kam er im Sprint auf den 32. und mit Robin Irion, Robin Kiel und Robin Belau in der Militärpatrouille auf den 14. Platz. In Nové Město nahm er 2011 an seinen vierten Juniorenweltmeisterschaften teil und gewann mit Steffen Bartscher, Kühn und Barth seinen vierten Titel im Staffelrennen. Im Einzel gewann er hinter Simon Desthieux die Silbermedaille. Im Sprint wurde er 23. und verbesserte sich im darauf beruhenden Verfolgungsrennen bis auf Platz neun. Bei den Biathlon-Europameisterschaften 2011 in Ridnaun kam Doll zunächst bei den Junioren zum Einsatz und wurde dort im Sprint und der Verfolgung hinter Wjatscheslaw Akimow jeweils Zweiter. Im Einzel und im Staffelrennen kam er bei den Männern zum Einsatz und wurde im Einzel Elfter. Mit Kiel, Graf und Lesser gewann er den EM-Titel. Nach den Europameisterschaften folgten erste Einsätze im IBU-Cup. Im ersten Rennen, einem Einzel in Annecy, verpasste er als 41. um einen Platz den erstmaligen Gewinn von IBU-Cup-Punkten. Im folgenden Sprint gewann er als 20. erste Punkte.

### Erster Weltcupeinsatz (Saison 2011/12 und Saison 2012/13)
In Osrblie lief er 2012 seine ersten vollständigen Europameisterschaften bei den Männern und wurde 24. des Einzels, 25. des Sprints sowie 13. der Verfolgung. Durch seine guten Ergebnisse im IBU-Cup konnte er sich außerdem den Gesamtsieg der Saison sichern. Auch die Verfolgungs- und Sprintwertung entschied Doll für sich. Zum Saisonfinale kam Doll in Chanty-Mansijsk zu seinen ersten Einsätzen im Biathlon-Weltcup. Als 32. des Sprints und 28. der Verfolgung gewann er sogleich erste Weltcuppunkte und erreichte in der Gesamtwertung der Saison nach vier Rennen, in denen er immer Punkte gewinnen konnte, Platz 83.
Im folgenden Jahr startete er wieder überwiegend im IBU-Cup und sicherte sich den dritten Platz in der Gesamtwertung. Bei seinem Saisonhöhepunkt dieses Jahres, den Europameisterschaften 2013 in Bansko, gewann er hinter Vetle Sjåstad Christiansen Silber im Sprint und den Titel im Verfolgungsrennen. Im Einzel wurde er 13. Beim Biathlon-Weltcup 2012/13 in Sotschi kam er, nach Einsätzen in Hochfilzen beim Sprint (35. Platz) und in der Verfolgung (40. Platz), gegen Ende der Saison zu weiteren Einsätzen im Weltcup. Im Einzel wurde er dort Sechster und erreichte damit sein mit Abstand bestes Einzel-Weltcupergebnis. Ebenfalls zu Punkten kam er mit Platz 34 in der Verfolgung. Aufgrund dieser Leistung erfolgte auch sein Einsatz als Schlussläufer der Staffel, mit der er den zweiten Platz erreichte. Bei Finale in Chanty-Mansijsk verfehlte er die Punkte mit einem 41. Platz im Sprint knapp und fiel in der Verfolgung nach sechs Fehlschüssen auf Platz 51 zurück.

### Sieg im IBU-Cup (Saison 2013/14)
Auch die Saison 2013/14 verbrachte er überwiegend im IBU-Cup. Bei der zweiten Station des IBU-Cups konnte Doll zum ersten Mal ein Rennen des IBU-Cups gewinnen. In Beitostølen konnte er sowohl das Einzel als auch den Sprint für sich entscheiden. Dies gelang im Einzel auch dadurch, dass er nur einen Fehler schoss, dies war ihm im Einzel erst einmal davor gelungen. In Obertilliach und in Ruhpolding konnte er außerdem noch zwei weitere Podestplätze erzielen und wurde erneut Dritter der Gesamtwertung. Bei den diesjährigen Europameisterschaften in Nové Město konnte er mit einem zweiten Platz im Einzel erneut eine Medaille gewinnen. Nachdem er im Sprint Fünfter geworden war, verpasste er den dritten Platz in der Verfolgung mit 1,6 Sekunden Rückstand knapp.
Nach den Europameisterschaften startete er, wie auch die Jahre zuvor, wieder im Weltcup. In Kontiolahti konnte er mit einem siebten und einem neunten Platz zwei Top-Ten-Ergebnissen erreichen und wurde 50. in der Gesamtwertung, womit er sich zur Vorsaison um 16 Plätze verbessern konnte.

### Erste Weltmeisterschaften (Saison 2014/15)
Die Saison 2014/15 begann, wie auch in den Vorjahren im IBU-Cup. Nach dem Jahreswechsel konnte er allerdings schon in den Weltcup wechseln. In seinem ersten Rennen des Jahres in Oberhof wurde er im Sprint Achter und qualifizierte sich mit diesem Ergebnis auch für den Massenstart, wo er erneut Achter wurde. In Ruhpolding konnte er seine guten Leistungen mit einem weiteren Top-Ten-Ergebnis bestätigen und sich im Weltcupteam etablieren. Bis zu den Weltmeisterschaften konnte er dann keine Top-Ten-Ergebnisse mehr vorweisen, erreichte aber in allen Rennen die Punkte. Die Weltmeisterschaften 2015 in Kontiolahti waren seine ersten und einem 10. Platz im Sprint gelang ihm auch wieder eine Platzierung unter den besten zehn Athleten. Beim Saisonfinale in Chanty-Mansijsk gelang ihm mit dem dritten Platz im Sprint zum ersten Mal eine Podiumsplatzierung. Zwei Tage darauf wurde er Zweiter in der Verfolgung hinter dem Kanadier Nathan Smith. Insgesamt erreichte Doll den 21. Platz der Gesamtwertung und in der Sprintwertung wurde er sogar 11.

### Erste WM-Medaille (Saison 2015/16)
Die Saison 2015/16 war für Doll die erste Saison, die er vollkommen im Weltcup verbrachte. Mit einem 46. Platz beim Auftakt-Einzel in Östersund begann diese allerdings nicht vielversprechend. Im Sprint wurde er dann aber Fünfter und in der Verfolgung Sechster. In Ruhpolding wurde im Sprint 61, was zum einen sein schlechtestes Weltcupergebnis war und zum anderen dazu führte, dass er auch an der Verfolgung nicht teilnehmen konnte. Am Massenstart konnte allerdings aufgrund seiner Gesamtplatzierung teilnehmen und wurde Elfter. Bei den Weltcupstationen in Nordamerika wurde er, trotz vier Schießfehlern, hinter Dominik Windisch, Zweiter im Massenstart in Canmore.
Saisonhöhepunkt waren die Weltmeisterschaften in Oslo. Diese begannen, wie auch die Saison, nicht sehr erfolgreich. Im Sprint wurde Doll 33. und in der Verfolgung nur 39. Der 13. Platz im Einzel war sein bestes Einzelergebnis, da er auch im Massenstart nur 18. wurde. Zusammen mit Erik Lesser, Arnd Peiffer und Simon Schempp konnte sich die deutsche Staffel allerdings den zweiten Platz hinter Norwegen sichern und Doll gewann seine erste Silbermedaille. Die Saison beendete Doll mit einem fünften Platz in der Verfolgung in Chanty-Mansijsk. Mit einem achten Platz in der Gesamtwertung wurde er hinter Schempp zweitbester Deutscher. Mit einem siebten Platz sowohl in Sprint, als auch der Massenstartwertung, konnte er auch dort gute Ergebnisse erzielen.

### Weltmeister im Sprint (Saison 2016/17)
Die folgende Saison begann ähnlich wie im Vorjahr. Im Einzel und in der Verfolgung in Östersund wurde er 30. bzw. 33. Beim Sprint verpasste er das Podest mit einer halben Sekunde Rückstand auf seinen Teamkollegen Peiffer nach einem Fehler im Schießen knapp und wurde Vierter. Im ersten Trimester gelang ihm dann keine Top-Ten-Platzierung mehr. Das neue Jahr startete mit einem 44. Platz im Sprint in Oberhof auch außerhalb der Punkte, in der Verfolgung konnte er sich dann um 20 Plätze auf den 24. Rang verbessern. Im Massenstart konnte er mit einem sechsten Platz wieder unter die besten zehn Athleten laufen. In Antholz konnte sich die deutsche Staffel, in der gleichen Besetzung wie bei den Weltmeisterschaften im Vorjahr gegen Norwegen mit 0,1 Sekunden Vorsprung durchsetzen und gewann das Rennen.
Die Weltmeisterschaften fanden in diesem Jahr in Hochfilzen statt. Dort gelang es Doll im Sprint erstmals alle Scheiben zu treffen, anschließend konnte er sich im Fernduell gegen den Norweger Johannes Thingnes Bø, der ebenfalls alles getroffen hatte, mit 0,7 Sekunden Vorsprung durchsetzen. Damit gewann er seinen ersten Weltmeisterschaftstitel und zugleich sein erstes Einzelrennen im Weltcup. In der Verfolgung traf er dann drei Scheiben nicht und fiel auf den 11. Platz zurück. Im Einzel wurde er mit ebenfalls drei Fehlern 19. und im Massenstart mit zwei Fehlern 9. Auch die Staffel konnte ihren Platz aus dem Vorjahr nicht verteidigen und wurde vierte. In der restlichen Saison konnte er noch eine Top-Ten-Platzierung erreichen. In der Gesamtwertung verschlechterte er sich auf den elften Platz und wurde, hinter seinen Staffelkollegen, vierter Deutscher. In der Disziplinenwertung des Sprints konnte er aber seinen siebten Platz des Vorjahres verteidigen.

### Erste Olympische Spiele (Saison 2017/18)
Die Saison 2017/18 war bestimmt von den Olympischen Spielen in Pyeongchang. Bevor die Wintersportsaison richtig begann, startete er zuerst bei den Deutschen Meisterschaften 2017 in Langdorf. Dort gewann er im Sprint seinen ersten nationalen Titel und sicherte sich in der anschließenden Verfolgung Bronze. Die Saison begann für Doll ohne Ergebnisse unter den besten Zehn. Erst in Annecy und Oberhof erreichte er, jeweils in der Verfolgung, die besten Zehn. Im letzten Wettkampf vor den Olympischen Spielen wurde im Massenstart in Antholz Vierter.
Die Olympischen Spiele begannen für Doll mit einem sechsten Platz im Sprint. In der Verfolgung konnte er sich dann um drei Plätze verbessern und musste sich auf der Schlussrunde dem Schweden Sebastian Samuelsson geschlagen geben, sodass er Dritter wurde. Mit einem fünften Platz im Massenstart erreichte er erneut eine gute Platzierung. Die deutsche Staffel konnte sich, trotz drei Strafrunde, zwei durch Doll, den dritten Platz sichern, sodass Doll seine zweite Bronzemedaille gewann.
Nach den Olympischen Spielen konnte Doll weitere vier Top-Ten-Ergebnisse erreichen. Gegenüber dem Vorjahr konnte er sich in der Gesamtwertung um zwei Plätze verbessern und wurde neunter und damit zweitbester Deutscher hinter Peiffer. Dank seiner guten Ergebnisse im Massenstart erreichte er in dieser Wertung den dritten Platz.

### Siebter im Gesamtweltcup (Saison 2018/19)

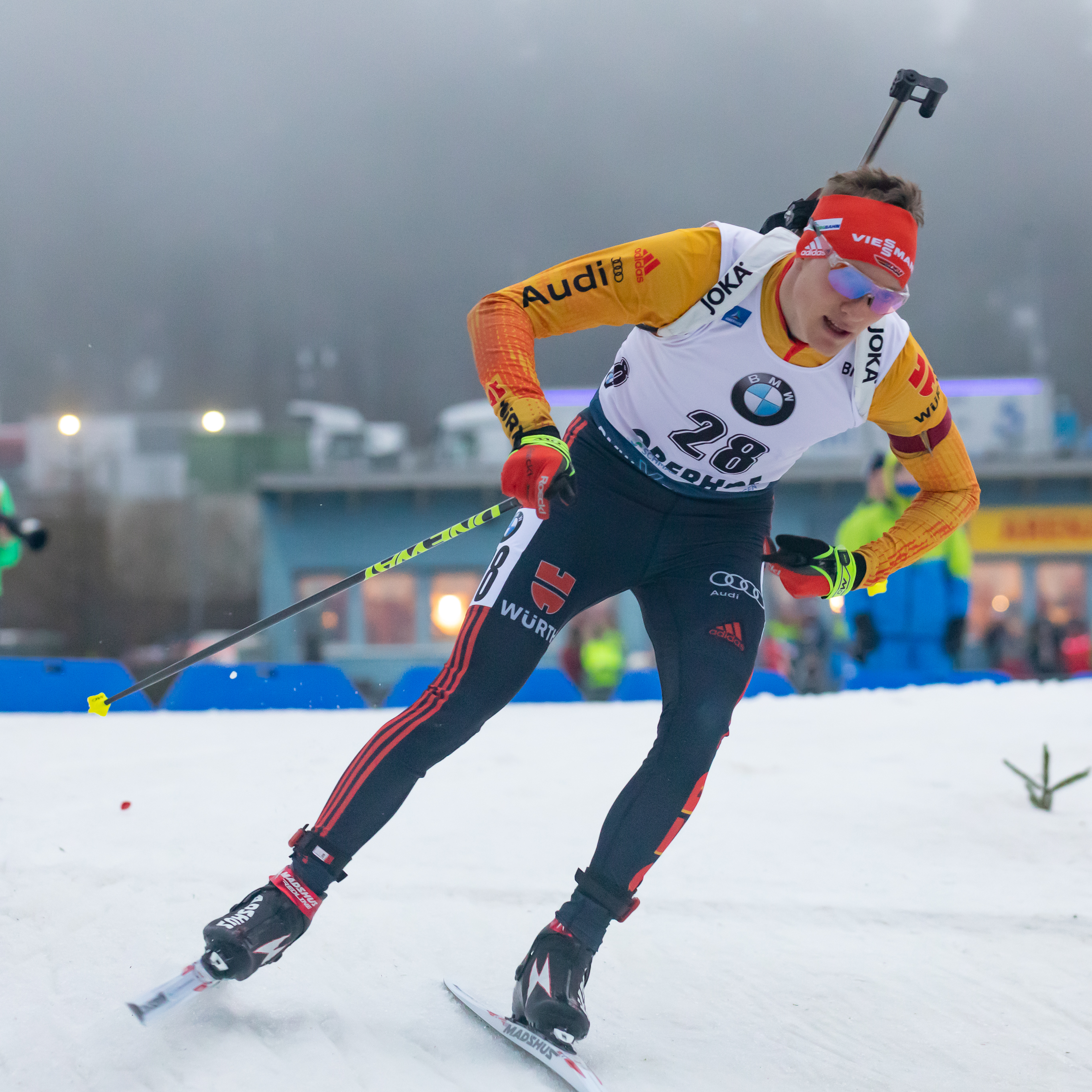
Benedikt Doll
(Sprint in Oberhof, 2020)

Die Saison 2018/19 begann dieses Mal nicht in Östersund, da dort die Weltmeisterschaften stattfanden, sondern in Pokljuka. Wie auch die Jahre zuvor begann Doll mit schlechten Ergebnissen in Einzel und Verfolgung und einem fünften Platz im Sprint. Wie auch bei seinem Weltmeisterschaftstitel gelang es Doll in Hochfilzen zum zweiten Mal einen fehlerfreien Sprint zu absolvieren. Musste sich aber Johannes Thingnes Bø und Martin Fourcade geschlagen geben, so dass er dritter wurde. Nach einem sechsten Platz im Massenstart in Nové Město blieb er auch bei den Rennen in Oberhof unter den besten zehn und wurde beim Sprint in Ruhpolding hinter den beiden Bø-Brüdern dritter. Im Massenstart traf er dann allerdings vier Scheiben nicht und wurde nur 21. Auch die Rennen in Antholz waren mit zwei Ergebnissen außerhalb der Punkteränge wenig erfolgreich. Daran schloss sich dann ein 51. Platz im Einzel in Canmore an. In Midway konnte er dann trotz drei Fehlern einen dreizehnten Platz erreichen und verbesserte sich im Sprint mit fünf Fehlern um vier Plätze auf den neunten Platz.
Bei den Weltmeisterschaften 2019 gewann Doll in der Mixed-Staffel zusammen mit Denise Herrmann, Vanessa Hinz und Arnd Peiffer die Silbermedaille. In der Herrenstaffel gewann er mit Arnd Peiffer, Roman Rees und Erik Lesser ebenfalls die Silbermedaille. Im Sprint wurde er 11, in der Verfolgung 12, im Einzel 10. und im Massenstart 8. Beim Saisonabschluss in Oslo erreichte er noch einmal gute Ergebnisse mit einem 6. Platz im Sprint, einem 7. Platz in der Verfolgung und einem dritten Platz im Massenstart. In der Gesamtwertung wurde Doll siebter und erneut zweitbester deutscher hinter Peiffer. In der Sprintwertung konnte er den vierten Platz und in der Massenstartwertung den 5. Platz erreichen. Damit war er in der Sprintwertung der beste Deutsche.

### Zweiter Weltcupsieg (Saison 2019/20)
Die Saison 2019/20 begann für Doll mit einem 24. Platz im Sprint und einem 16. Platz im Einzel in Östersund ohne vordere Platzierungen. In Hochfilzen kam er mit einem 11. und 14. Platz den besten zehn Athleten näher. In Annecy schoss er zum dritten Mal in seiner Karriere einen fehlerfreien Sprint und gewann sein zweites Weltcuprennen. Mit drei Fehlern in der Verfolgung konnte er dieses Ergebnis aber nicht verteidigen und fiel auf den fünften Platz zurück. Das neue Jahr begann für Doll mit einem enttäuschenden 44. Platz im Sprint in Oberhof. Im windigen Massenstart schoss er dann sieben Fehler und wurde damit noch 22. Beim Sprint in Ruhpolding konnte er erneut ein fehlerfreies Rennen abliefern, musste sich aber den beiden Franzosen Martin Fourcade und Quentin Fillon Maillet geschlagen geben. In der Verfolgung fiel er dann erneut auf den fünften Platz zurück. In Pokljuka konnte er sich im Massenstart auf der Schlussrunde sowohl gegen Martin Fourcade als auch Johannes Thingnes Bø behaupten und wurde Zweiter hinter Fillon Maillet.

## Privates
Benedikt Doll ist der Sohn des Laufsportlers Charly Doll. Er lebt in Kirchzarten. Seit 2009 ist er Sportsoldat in der Sportfördergruppe der Bundeswehr Oberhof. Er studierte berufsbegleitend Wirtschaftsingenieurwesen in Furtwangen. Doll heiratete im Sommer 2019 Miriam Behringer, die ebenfalls als Biathletin aktiv war. Im August 2022 wurde ihr gemeinsamer Sohn geboren.

## Statistik

### Weltcupsiege
Alle Siege bei Biathlon-Weltcups, getrennt aufgelistet nach Einzel- und Staffelrennen. Durch Anklicken des Symbols im Tabellenkopf sind die Spalten sortierbar.
| Nr. | Datum         | Ort              | Disziplin   |
| --- | ------------- | ---------------- | ----------- |
| 1.  | 11. Feb. 2017 | Hochfilzen       | Sprint (WM) |
| 2.  | 19. Dez. 2019 | Le Grand-Bornand | Sprint      |
| 3.  | 22. Jan. 2022 | Antholz          | Massenstart |
| 4.  | 9. März 2023  | Östersund        | Einzel      |
| 5.  | 15. Dez. 2023 | Lenzerheide      | Sprint      |
| 6.  | 5. Jan. 2024  | Oberhof          | Sprint      |

| Nr. | Datum         | Ort                  | Disziplin |
| --- | ------------- | -------------------- | --------- |
| 1.  | 21. Jan. 2017 | Antholz              | Staffel 1 |
| 2.  | 5. März 2021  | Nové Město na Moravě | Staffel 2 |

### Biathlon-Weltcup-Platzierungen
Die Tabelle zeigt alle Platzierungen (je nach Austragungsjahr einschließlich Olympische Spiele und Weltmeisterschaften).
- 1.–3. Platz: Anzahl der Podiumsplatzierungen
- Top 10: Anzahl der Platzierungen unter den ersten zehn (einschließlich Podium)
- Punkteränge: Anzahl der Platzierungen innerhalb der Punkteränge (einschließlich Podium und Top 10)
- Starts: Anzahl gelaufener Rennen in der jeweiligen Disziplin
- Staffel: inklusive Mixed- und Single-Mixed-Staffeln

| Platzierung | Einzel | Sprint | Verfolgung | Massenstart | Staffel | Gesamt |
| ----------- | ------ | ------ | ---------- | ----------- | ------- | ------ |
| 1. Platz    | 1      | 4      |            | 1           | 2       | 8      |
| 2. Platz    |        | 1      | 1          | 3           | 17      | 22     |
| 3. Platz    |        | 7      |            | 1           | 15      | 23     |
| Top 10      | 8      | 33     | 20         | 20          | 63      | 144    |
| Punkteränge | 22     | 83     | 72         | 45          | 63      | 285    |
| Starts      | 27     | 91     | 75         | 45          | 63      | 301    |

### Olympische Winterspiele
|                                          | Einzelwettbewerbe | Einzelwettbewerbe | Einzelwettbewerbe | Einzelwettbewerbe | Staffelwettbewerbe | Staffelwettbewerbe |
| Einzel                                   | Sprint            | Verfolgung        | Massenstart       | Herrenstaffel     | Mixedstaffel       |                    |
| ---------------------------------------- | ----------------- | ----------------- | ----------------- | ----------------- | ------------------ | ------------------ |
| Olympische Winterspiele 2018 Pyeongchang | –                 | 6.                | 3.                | 5.                | 3.                 | –                  |
| Olympische Winterspiele 2022 Peking      | 6.                | 8.                | 32.               | 8.                | 4.                 | 5.                 |

### Weltmeisterschaften
|                                      | Einzelwettbewerbe | Einzelwettbewerbe | Einzelwettbewerbe | Einzelwettbewerbe | Staffelwettbewerbe | Staffelwettbewerbe | Staffelwettbewerbe |
| Einzel                               | Sprint            | Verfolgung        | Massenstart       | Herrenstaffel     | Mixedstaffel       | S.-M.-Staffel      |                    |
| ------------------------------------ | ----------------- | ----------------- | ----------------- | ----------------- | ------------------ | ------------------ | ------------------ |
| Weltmeisterschaften 2015 Kontiolahti | –                 | 10.               | 28.               | 16.               | –                  | 6.                 | N/A                |
| Weltmeisterschaften 2016 Oslo        | 13.               | 33.               | 39.               | 18.               | 2.                 | –                  | N/A                |
| Weltmeisterschaften 2017 Hochfilzen  | 19.               | 1.                | 11.               | 9.                | 4.                 | –                  | N/A                |
| Weltmeisterschaften 2019 Östersund   | 10.               | 11.               | 12.               | 8.                | 2.                 | 2.                 | –                  |
| Weltmeisterschaften 2020 Antholz     | 12.               | 14.               | 29.               | 12.               | 3.                 | 4.                 | –                  |
| Weltmeisterschaften 2021 Pokljuka    | 8.                | 39.               | 31.               | 23.               | 7.                 | –                  | –                  |
| Weltmeisterschaften 2023 Oberhof     | 5.                | 55.               | 15.               | 26.               | 5.                 | 6.                 | –                  |
| Weltmeisterschaften 2024 Nové Město  | 3.                | 13.               | 16.               | 12.               | 4.                 | –                  | –                  |

### Europameisterschaften
| Europameisterschaften | Europameisterschaften | Einzel | Sprint | Verfolgung | Staffel |
| Jahr                  | Ort                   | Einzel | Sprint | Verfolgung | Staffel |
| --------------------- | --------------------- | ------ | ------ | ---------- | ------- |
| 2011                  | Ridnaun               | 11.    | –      | –          | 1.      |
| 2012                  | Osrblie               | 24.    | 25.    | 13.        | –       |
| 2013                  | Bansko                | 13.    | 2.     | 1.         | –       |
| 2014                  | Nové Město            | 2.     | 5.     | 4.         | 3.      |

### Juniorenweltmeisterschaften
| Weltmeisterschaften | Weltmeisterschaften | Weltmeisterschaften | Einzel | Sprint | Verfolgung | Staffel |
| Jahr                | Ort                 | Altersklasse        | Einzel | Sprint | Verfolgung | Staffel |
| ------------------- | ------------------- | ------------------- | ------ | ------ | ---------- | ------- |
| 2008                | Ruhpolding          | Jugend              | 71.    | 5.     | 7.         | 1.      |
| 2009                | Canmore             | Junioren            | 16.    | 5.     | 4.         | 1.      |
| 2010                | Torsby              | Junioren            | 4.     | 5.     | 10.        | 1.      |
| 2011                | Nové Město          | Junioren            | 2.     | 23.    | 9.         | 1.      |

## Bücher
- Benedikt Doll, Charly Doll: Doll‘s Schwarzwaldlust: Das sportliche Genießerkochbuch. Doll2Eich, 2018, ISBN 978-3-00-060654-0